# Terribly Stuck Up
Terribly Stuck Up er en amerikansk stumfilm fra 1915.

## Medvirkende
- Harold Lloyd - Luke
- Gene Marsh
- Jack Spinks